# McDonnell Douglas KC-10 Extender
Il McDonnell Douglas KC-10 Extender è un'aerocisterna derivata dall'aereo di linea DC-10; è risultato uno degli aerei più sicuri dell'USAF, con una sola perdita causata da un incendio quando l'aereo era a terra, nonostante l'intensa attività.
Dispone di tre turbofan General Electric F103 molto efficienti ed in grado di sviluppare 23.815 kg di spinta ciascuno; due sono posizionati sotto le ali, mentre il terzo motore si trova incassato nella trave di coda. L'asta per il rifornimento ("Flying boom") lunga 13,1 m alla massima estensione, è situata sotto la sezione di coda, dispone di un sistema digitale per il controllo del combustibile ed è in grado di "consegnare" 5678 litri di combustibile al minuto.
Alcuni esemplari montano 2 pod per il rifornimento sotto le ali dotati del cosiddetto "cestello" per il rifornimento, sistema utilizzato dagli aerei dell'US Navy, dall'USMC (Marines) e dalla maggior parte degli stati della NATO; questo sistema inoltre non richiede un addetto specializzato, visto che gli aerei agganciano il canestro autonomamente grazie a una speciale sonda montata sull'aereo stesso.
Il KC-10 può trasportare circa 390.000 litri di combustibile in 7 serbatoi sotto il compartimento di carico (spazio che nella versione civile viene utilizzato per lo stivaggio dei bagagli), ma è anche predisposto per essere usato come un normale aereo da trasporto, potendo trasportare fino 76.834 kg sul ponte principale o 60 persone, montando pallet con normali sedili.
L'Extender ha effettuato il suo primo volo il 12 luglio 1980 ed è entrato in servizio con l'USAF nel 1981. Il velivolo è stato prodotto in 60 esemplari; nonostante la sua produzione fosse cessata nel 1990, i Paesi Bassi ricevettero due KC-10 nel 1995, modificando due DC-10 cargo civili con l'assistenza tecnica della McDonnell Douglas. La grande disponibilità di cellule di DC-10 fa pensare ad altre conversioni del genere nel prossimo futuro da parte di altri paesi.
Il KC-10, a differenza del KC-135 Stratotanker, può a sua volta essere rifornito in volo: questo gli permette di consegnare combustibile superando la cosiddetta soglia critica, cioè la quantità minima di combustibile necessaria per poter ritornare alla base. La sua autonomia è quindi teoricamente illimitata e le uniche limitazioni sono nella necessità di sostituire l'olio motore e nell'affaticamento dell'equipaggio.
Il 13 luglio 2020, è iniziata la dismissione del primo esemplare che è stato stoccato presso il 309th Aerospace Maintenance And Regeneration Group, mentre ulteriori due velivoli dovrebbero essere ritirati dal servizio e trasportati all'AMARG entro il 2020.
Il 26 settembre 2024, dopo quasi 44 anni di servizio, l'ultimo KC-10A Extender, numero di serie 79-1948, è stato ritirato dal servizio. L'aereo, durante il suo ultimo volo, ha sorvolato la Travis AFB in California, diretto al 309th Aerospace Maintenance And Regeneration Group, di Tucson in Arizona.

## Utilizzatori

### Civili
Stati Uniti
- Omega Aerial Refueling Services

2 KDC-10 ex aeronautica olandese, uno dei quali consegnato a novembre 2019, mentre il secondo è stato consegnato ad ottobre 2021.

### Militari
Stati Uniti
- United States Air Force

60 KC-10A consegnati a partire dal 1981, 59 esemplari in servizio al luglio 2020, in quanto il 13 luglio 2020 è iniziata la dismissione del primo esemplare che è stato stoccato presso il 309th Aerospace Maintenance And Regeneration Group. L'ultimo esemplare è stato ritirato dal servizio il 26 settembre 2024.
 Paesi Bassi
- Koninklijke Luchtmacht

2 K(D)C-10 consegnati, 1 in servizio al dicembre 2019. Entrambi venduti alla Omega Air, con il primo consegnato a novembre 2019, mentre il secondo è stato consegnato ad ottobre 2021.

## L'Extender nella cultura di massa
- In ambito letterario, il KC-10 compare nel romanzo di Nelson DeMille  L'ora del leone.
- In ambito cinematografico, il KC-10 compare nel film di Wolfgang Petersen "Air Force One".